# Байер, Аннетт
Аннетт Клэр Байер (англ. Annette Claire Baier, урождённая Ступ, англ. Stoop; 11 октября 1929, Куинстаун, Отаго — 2 ноября 2012, Данидин) — новозеландский учёный, философ, специализировалась, в частности, на моральной психологии и обосновании морали Юма. Также была известна вкладом в философию феминизма и философию разума, где на неё сильно повлиял её бывший коллега Уилфрид Селларс.

## Биография
Большую часть своей карьеры она преподавала на факультете философии в университете Питтсбурга, переехав туда из Университета Карнеги-Меллона. Чуть позже она вернулась в родной Данидин, Новая Зеландия, где она окончила Университет Отаго.
Также она была президентом Восточного отделения Американской философской ассоциации: организация, предназначенная для лучших в профессии. Байер получила звание почётного доктора литературы от университета Отаго в 1999 году.
Была замужем за философом Куртом Байером.

## Этика
Подход Байер к этике заключается в том, что женщины и мужчины воспринимают хорошее и плохое, основываясь на разных системах ценностей: мужчины осуществляют моральный выбор основываясь на справедливости, а женщины руководствуются чувством доверия или заботы. Байер полагает, что история философии, которая в подавляющем большинстве случаев была составлена мужчинами, приводит к формированию мышления, которое, очевидно, игнорирует роль воспитания и доверия в человеческой философии.

## Список используемой литературы

### Книги
- Baier, Annette. Postures of the Mind: Essays on Mind and Morals (англ.). — 1985.
- Baier, Annette. A Progress of Sentiments: Reflections on Hume's Treatise (англ.). — 1991.
- Baier, Annette. Moral Prejudices (англ.). — 1995. в том числе особенно «Чего хотят женщины в этической теории?» и «Потребность в большем, чем справедливость».
- Baier, Annette. The Commons of the Mind (англ.). — 1997.
- Baier, Annette. Death and Character: Further Reflections on Hume (англ.). — 2008.
- Baier, Annette. Reflections on How We Live (англ.). — 2009.
- Baier, Annette. The Pursuits of Philosophy:  An Introduction to the Life and Thought of David Hume (англ.). — 2011.

### Главы в книгах
- Baier, Annette (1983), Knowing Our Place in the Animal World, Ethics and Animals, Clifton, New Jersey: Humana Press, pp. 61–77, ISBN 978-0-89603-053-4
- Baier, Annette (2005), The need for more than justice, Feminist theory: a philosophical anthology, Oxford, UK Malden, Massachusetts: Blackwell Publishing, pp. 243–250, ISBN 9781405116619